# Eurhinocola gravelyi
Eurhinocola gravelyi är en insektsart som beskrevs av Crawford 1912. Eurhinocola gravelyi ingår i släktet Eurhinocola och familjen rundbladloppor. Inga underarter finns listade i Catalogue of Life.